# أمبروز فوس
أمبروز فوس (بالإنجليزية: Ambrose Foss)‏ هو طبيب أسنان وصيدلي وكيميائي أسترالي، ولد في 1803، وتوفي في 1862.